# Akwa Ibom
Akwa Ibom è uno dei 36 Stati della Nigeria, situato a sud-est e con capitale Uyo. Fu creato nel 1987 da una parte dello Stato di Cross River, riunificando le divisioni di Uyo, Ikot Ekpene, Eket e Abak della vecchia provincia di Calabar.
Oltre alla capitale, le principali città sono:
- Ikot Ekpene
- Abak
- Eket
- Ibeno

## Suddivisioni
Akwa Ibom è suddivisa in trentuno aree a governo locale (local government area):
- Abak
- Eastern Obolo
- Eket
- Esit Eket
- Essien Udim
- Etim Ekpo
- Etinan
- Ibeno
- Ibesikpo Asutan
- Ibiono-Ibom
- Ika (Nigeria)
- Ikono
- Ikot Abasi
- Ikot Ekpene
- Ini (Nigeria)
- Itu (Nigeria)
- Mbo (Nigeria)
- Mkpat-Enin
- Nsit-Atai
- Nsit-Ibom
- Nsit-Ubium
- Obot-Akara
- Okobo (Nigeria)
- Onna (Nigeria)
- Oron (Nigeria)
- Oruk Anam
- Ukanafun
- Udung-Uko
- Uruan
- Urue-Offong/Oruko
- Uyo